# Orthotrichia menjonkok
Orthotrichia menjonkok is een schietmot uit de familie Hydroptilidae. De soort komt voor in het Oriëntaals gebied.